# Melanesobasis
Melanesobasis – rodzaj ważek z rodziny łątkowatych (Coenagrionidae). Są głównie endemitami Fidżi, jeden gatunek występuje na Vanuatu.

## Podział systematyczny
Do rodzaju należą następujące gatunki:
- Melanesobasis bicellulare Donnelly, 1984
- Melanesobasis corniculata (Tillyard, 1924)
- Melanesobasis flavilabris (Selys, 1891)
- Melanesobasis maculosa Donnelly, 1984
- Melanesobasis mcleani Donnelly, 1984
- Melanesobasis prolixa Donnelly, 1984
- Melanesobasis simmondsi (Tillyard, 1924)